# Wilco
Wilco je americká alternativní rocková skupina. Byla založena v roce 1994 a jedinými členy, kteří v ní působí po celou dobu její existence, jsou Jeff Tweedy a John Stirratt. Mezi další členy skupiny patří například Nels Cline a Glenn Kotche. Do roku 2016 skupina vydala deset studiových alb a tři ve spolupráci s hudebníkem Billym Braggem. Za svou kariéru byla skupina několikrát nominována na cenu Grammy, kterou v jednom případě (z album A Ghost Is Born) také získala.

## Diskografie
Studiová alba
- A.M. (1995)
- Being There (1996)
- Mermaid Avenue (1998)
- Summerteeth (1999)
- Mermaid Avenue Vol. II (2000)
- Yankee Hotel Foxtrot (2002)
- A Ghost Is Born (2004)
- Sky Blue Sky (2007)
- Wilco (The Album) (2009)
- The Whole Love (2011)
- Mermaid Avenue Vol. III (2012)
- Star Wars (2015)
- Schmilco (2016)

## Členové
- Jeff Tweedy – zpěv, kytara, baskytara, harmonika (1994–dosud)
- John Stirratt – baskytara (1994–dosud)
- Glenn Kotche – bicí, perkuse (2000–dosud)
- Mikael Jorgensen – klávesy, syntezátory, klavír, varhany, efekty (2004–dosud)
- Nels Cline – kytara (2004–dosud)
- Pat Sansone – klávesy, kytara, syntezátory, perkuse (2004–dosud)

Dřívější
- Ken Coomer – bicí, perkuse (1994–2000)
- Max Johnston – dobro, housle, banjo, mandolína (1994–1996)
- Brian Henneman – kytara (1994–1995)
- Jay Bennett – kytara, klávesy (1995–2001)
- Bob Egan – kytara (1995–1998)
- Leroy Bach – kytara, klávesy (1998–2004)